# Chanteloup (Eure)
Chanteloup – miejscowość i dawna gmina we Francji, w regionie Normandia, w departamencie Eure. W 2013 roku jej populacja wynosiła 93 mieszkańców. 
W dniu 1 stycznia 2016 roku z połączenia czterech ówczesnych gmin – Chanteloup, Le Chesne, Les Essarts oraz Saint-Denis-du-Béhélan – utworzono nową gminę Marbois. Siedzibą gminy została miejscowość Le Chesne. 